# Philip H. Goodman
Philip H. Goodman (26 de novembro de 1914 - 1º de maio de 1976) foi um político americano, 42º prefeito da cidade de Baltimore e membro do Senado de Maryland. Ele era judeu de ascendência polonesa e está enterrado no cemitério Har Sinai em Owings Mills. Goodman nasceu no shtetl de Kolk, no que é hoje o Oblast de Volínia da Ucrânia, então parte da província de Volhynian no Império Russo.

## Educação
Goodman cresceu em Baltimore e cursou a escola secundária Baltimore City College. Ele se formou em Direito pela Faculdade de Direito da Universidade de Baltimore.